# بيل تشنغ
بيل تشنغ (بالإنجليزية: Bill Cheng)‏ هو كاتب أمريكي، ولد في 1983 في كوينز في الولايات المتحدة.